# アラプバイ・トロノフ
アラプバイ・トロノフ（1954年6月24日 - ）は、キルギス共和国の政治家。ジョゴルク・ケネシュ（議会）代議員。二等国務国家参議官。

## 経歴
オシ州カラ・スースキー地区サヴァイ村出身。キルギス人。1979年、オシ・ソビエト貿易専門学校を卒業。
カラ・スースキー地区のタシロフ名称コルホーズで働く。1991年～1994年、オシ・タバコ発酵工場の職長、1994年からタシロフ名称農協議長。
第1期ジョゴルク・ケネシュ人民代表者院代議員に選出。2000年～2005年、人民代表者院代議員となり、農業政策委員会の委員を務めた。2005年、ジョゴルク・ケネシュ代議員に選出。
2007年10月までアタ・ジュルト党員（現在の同名党とは別）。

## パーソナル
息子は、モルドムサ・コンガンチエフ元内務相の娘と結婚した。